# 린다 헤인즈
린다 헤인즈(Linda Haynes, 1947년 11월 4일 ~ )는 미국의 배우, 영화배우이다.
플로리다주에서 태어났다.

## 영화
- 도전 (1980년)
- 롤링 썬더 (1977년)
- 명탐정 하퍼 2 (1975년)
- 코피 (1973년)
- 해저군함 2 (1969년)